# Amanda Langlet
Amanda Langlet (1967) es una actriz francesa.

## Trayectoria profesional
Comenzó su carrera como actriz en 1979, con una breve aparición en la serie de televisión “Les Quatre Cents Coups de Virginie“, dirigida por Bernard Queysanne para la cadena de televisión francesa “TF1”. En 1983, actuó como protagonista en la película “Pauline en la playa“, dirigida por Éric Rohmer, para pasar posteriormente a interpretar pequeños papeles en las películas “Elsa, Elsa“ dirigida en 1985 por Didier Haudepin, “Rosette cherche une chambre“ (Cortometraje dirigido en 1987 por Rosette), y “Sanguine“ dirigida en 1988 por Christian François.
Años después, y de nuevo de la mano de Eric Rohmer, actuó en las películas “Cuento de Verano” (1996), con un papel de coprotagonista, interpretando el personaje de “Margot”, y en “Triple Agente“ (2004), como actriz secundaria, interpretando el personaje de “Janine”.
Destacar también que ha actuado en las películas “La Divine Poursuite“ (1997) y “La Maladie de Sachs“ (1999), ambas dirigidas por Michel Deville, así como en la película para televisión “Mère de Toxico“ (2000) dirigida por Lucas Belvaux.
Su última aparición en el cine tuvo lugar en 2008 en la película “Les Inséparables“ dirigida por Christine Dory. 

## Filmografía
| Año  | Título                    | Personaje       | Notas               |
| ---- | ------------------------- | --------------- | ------------------- |
| 1979 | Les 400 coups de Virginie | Hija pequeña    | Serie de televisión |
| 1982 | Pauline en la playa       | Pauline         |                     |
| 1987 | Elsa, Elsa                | Hada del bosque |                     |
| 1988 | Sanguines                 | Berryl          |                     |
| 1996 | Cuento de verano          | Margot          |                     |
| 1998 | De gré ou de force        | Dominique       | Telepelícula        |
| 2001 | Mère de toxico            | Enfermera       | Telepelícula        |
| 2004 | Agente Triple             | Janine          |                     |
| 2006 | Mi mejor amigo            | Alix            |                     |
| 2008 | Les Inséparables          | Maya            |                     |